# Chakkar
Chakkar (nep. चक्कर) – gaun wikas samiti w środkowej części Nepalu w strefie Dźanakpur w dystrykcie Dhanusa. Według nepalskiego spisu powszechnego z 2011 roku liczył on 1078 gospodarstw domowych i 6611 mieszkańców (3171 kobiet i 3440 mężczyzn).